# جواد مالک یگانف
جوادمالک یگانف (ترکی آذربایجانی: Mustafa Mahmudov) سیاستمدار، نماینده مجلس، بانی سندیکای «کارگران مسلمان»، استاندار شهر لنکران و یکی از موسسنان سندیکا در زمان جمهوری دمکراتیک آذربایجان بین سال‌های ۱۹۱۸ الی ۱۹۲۰ بود.

## زندگی‌نامه
جوادمالک یگانف در سال ۱۸۷۸، در ده «توغ» شهرستان خواجه‌وند در امپراتوری روسیه زاده شد. پس از گذراندن دوره آموزش در خانه، در سال ۱۹۰۳ راه‌سپار باکو شد تا در میدان‌های نفتی کار کند. سپس به «حزب سوسیالیستی دموکراتیک اسلامی» («همت») پیوست و در خلال چند سال به سوسیالیستی معروف میان کارگران نفتی باکو تبدیل شد.
به خاطر مبارزه اش علیه حکومت تزارها، در سال ۱۹۰۹ بازداشت و از باکو تبعید شد. تا رسیدن پایان دوران تبعیدش به زادگاه خود- «توغ» - بازگشت تا به تحصیلاتش ادامه بدهد. در این مدت با دانشمندان برجسته شوشی، یکی از بزرگ‌ترین مراکز فرهنگی قفقاز ارتباطاتی برقرار نمود. در سال ۱۹۱۵ راه باکو را در پیش گرفت و مجدداً در میادین نفتی اشتغال یافت. در سال ۱۹۱۷، به عضویت حزب مساوات درآمده و همچنین وارد هنرستان فنی شد. در طول دوران دانشجویی اش، علاوه بر زبان‌هایی که بلد بود، بر چند زبان خارجی هم تسلط پیدا کرد. تا اعلان استقلال جمهوری دمکراتیک آذربایجان، جوادمالک یگانف در کنار زبان مادری خود- ترکی آذربایجانی- زبان‌های روسی، آلمانی، فارسی، ارمنی و گرجی را به خوبی فراگرفته بود.

## کارنامه سیاسی

### جمهوری دمکراتیک آذربایجان
در سال ۱۹۱۷، جوادمالک یگانف به عنوان نماینده مردم آذربایجان قفقاز جنوبی در «شورای ماورای قفقاز» انتخاب شد. یک سال بعد او یکی از سیاستمداران عضو شورای ملی آذربایجان بود، که اعلامیه استقلال جمهوری دمکراتیک را در ۲۸ مه ۱۹۱۸ امضا کردند. یگانف سسپ یکی از اعضای پارلمان این کشور تازه تأسیس شد. در ۱۰ مارس سال ۱۹۱۹، به عنوان عضو کمیته مسئول برسی و تهیه گزارش‌های مشکلات اقتصادی قشر کارگران باکو گماشته شد.
در ژوئن ۱۹۱۹، جوادمالک یگانف پس از فروپاشی «دیکتاتوری نظامی موقت موغان» مورد حمایت انگلیس و کشور متعاقب او، «جمهوری شوروی موغان» به عنوان استاندار لنکران گماشته شد. مناطق جنوبی آذربایجان تحت ریاست وی شاهد تحولات اجاماعی زیادی از جمله افتتاح مدارس، کتابخانه‌ها و باشگاه‌های فرهنگی جدید، و نیز ترغیب دختران به آموزش شد. او همچنین توانست مردم آذربایجانی و مردم روس طرفدار بلشویک‌ها و داوطلبان ارمنی که در سوی دیگر می‌جنگیدند را، آشتی بدهد. جوادمالک یگانف تا تصرف آذربایجان توسط شوروی در ۲۸ آوریل ۱۹۲۰ در این سمت باقی ماند.

### شوروی
جواد مالک یگانف بر خلاف بسیاری از اعضای حزب مساوات، پس از استقرار نظام شوروی بر آذربایجان اقدام به مهاجرت ننمود و در طول ۱۸ سال آینده ۶ بار زندانی شد. در دهه ۱۹۲۰، او در عرصه‌های ساخت و ساز، «دفتر مبادله نیروی کار»، «اداره امور پناهندگی در کمیساریای کار» و نیز سایر نهادهای دولتی آذربایجان شوروی مشغول به کار شد. در سال ۱۹۳۳، به ظن عضویت نهانی در حزب مساوات بازداشت شد. دادگاه با حمکی وی را به تبعید به اردوگاه کار در جمهوری شوروی سوسیالیستی کارلو-فنلاند محکوم کرد.
جوادمالک یگانف بعد از ۹ سال در همان اردوگاه درگذشت.